# Torneå
För andra betydelser, se Torneå (olika betydelser).

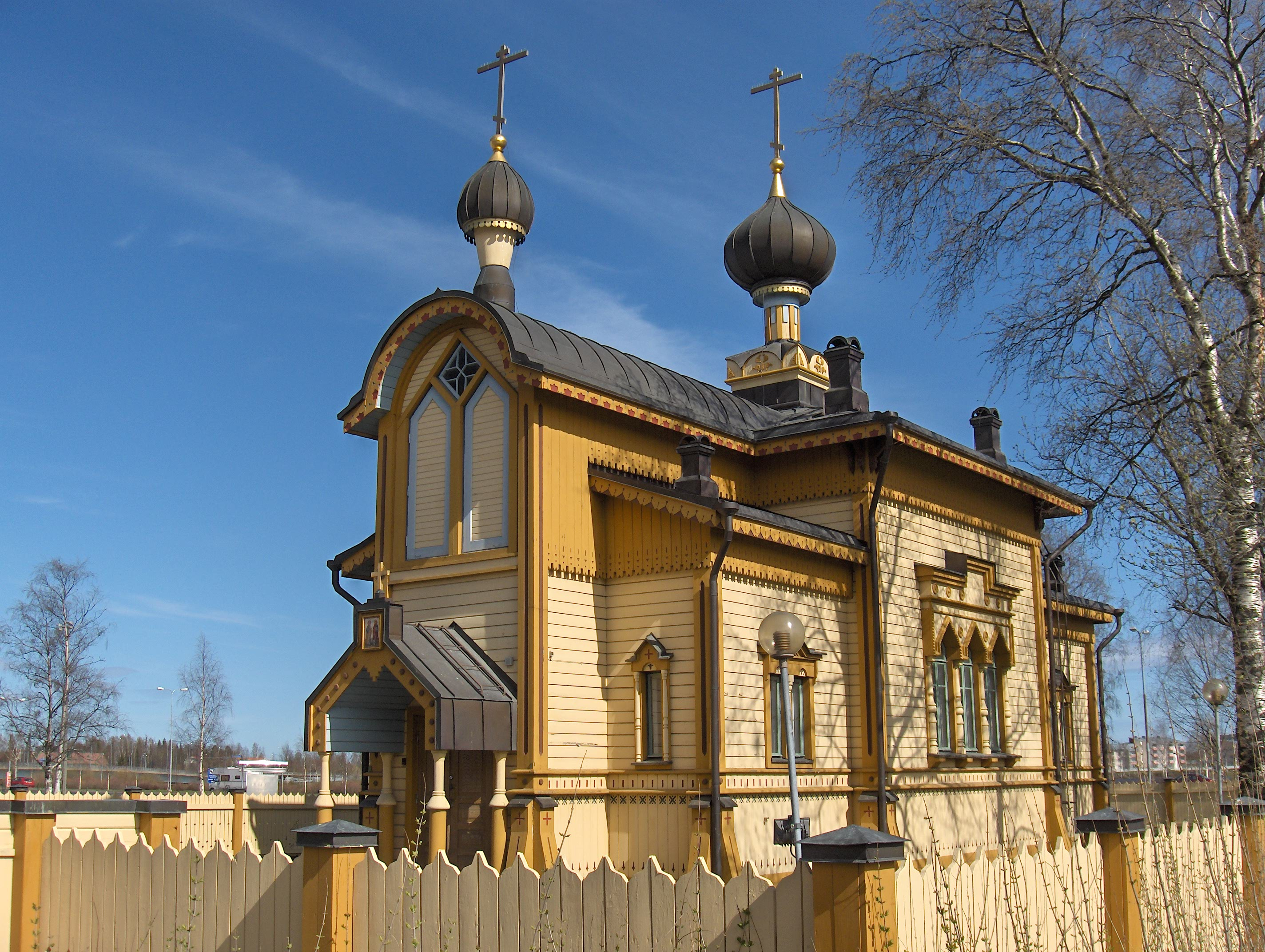
Heliga apostlarna Petrus och Paulus kyrka.

Torneå (finska: Tornio, nordsamiska: Duortnus) är en stad i landskapet Lappland (historiskt sett dock i finska Västerbotten) i Finland, och ligger längst upp i Bottenviken. Staden ligger invid Torne älvs mynning och gränsen till Sverige. Torneå ligger alldeles vid Haparanda, som ligger på den svenska sidan om gränsen. I Torneås och Haparandas turistmarknadsföring kallar de sig tillsammans för Haparanda-Tornio. Torneås folkmängd uppgår till 21 333 invånare (2021), och staden (kommunen) har en total yta på 1 348,83 km². Torneå tätort har 16 977 invånare på en yta av 35,62 kvadratkilometer (2016). Torneå stads språkliga status är enspråkigt finsk.
Torneå låg från början på en ö, Svensarö (finska: Suensaari), i Torne älv. På grund av landhöjningen har ön efter hand mer eller mindre vuxit ihop med den svenska älvstranden, medan staden på grund av statsgränsen som drogs efter Finska kriget år 1809 expanderat på den finska sidan. De äldre och nyare delarna är förbundna med en vägbro över älvens huvudfåra. Vid gränsen ligger också EU-parken där det bland annat finns en minigolfbana.
Den 1 januari 1973 inkorporerades Karunki och Nedertorneå kommuner i staden.

## Historia

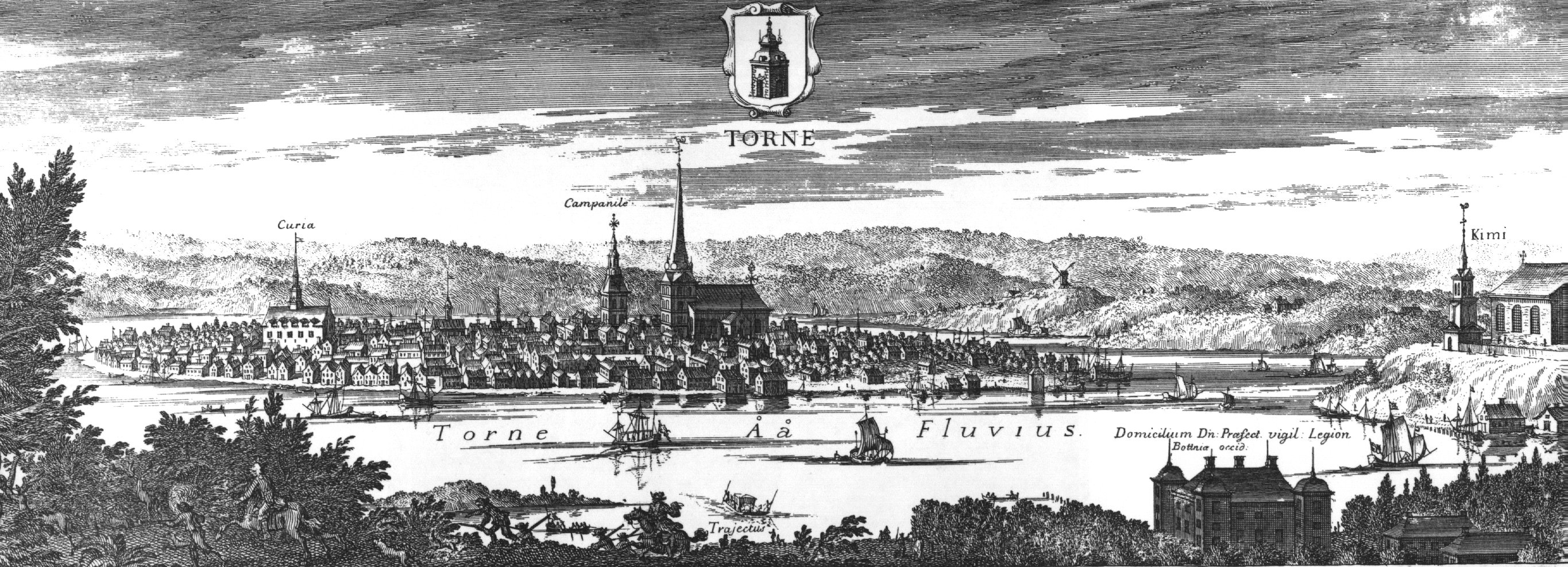
Torneå omkring år 1700. Ur Suecia antiqua et hodierna, och därmed troligen inte helt tillförlitlig.

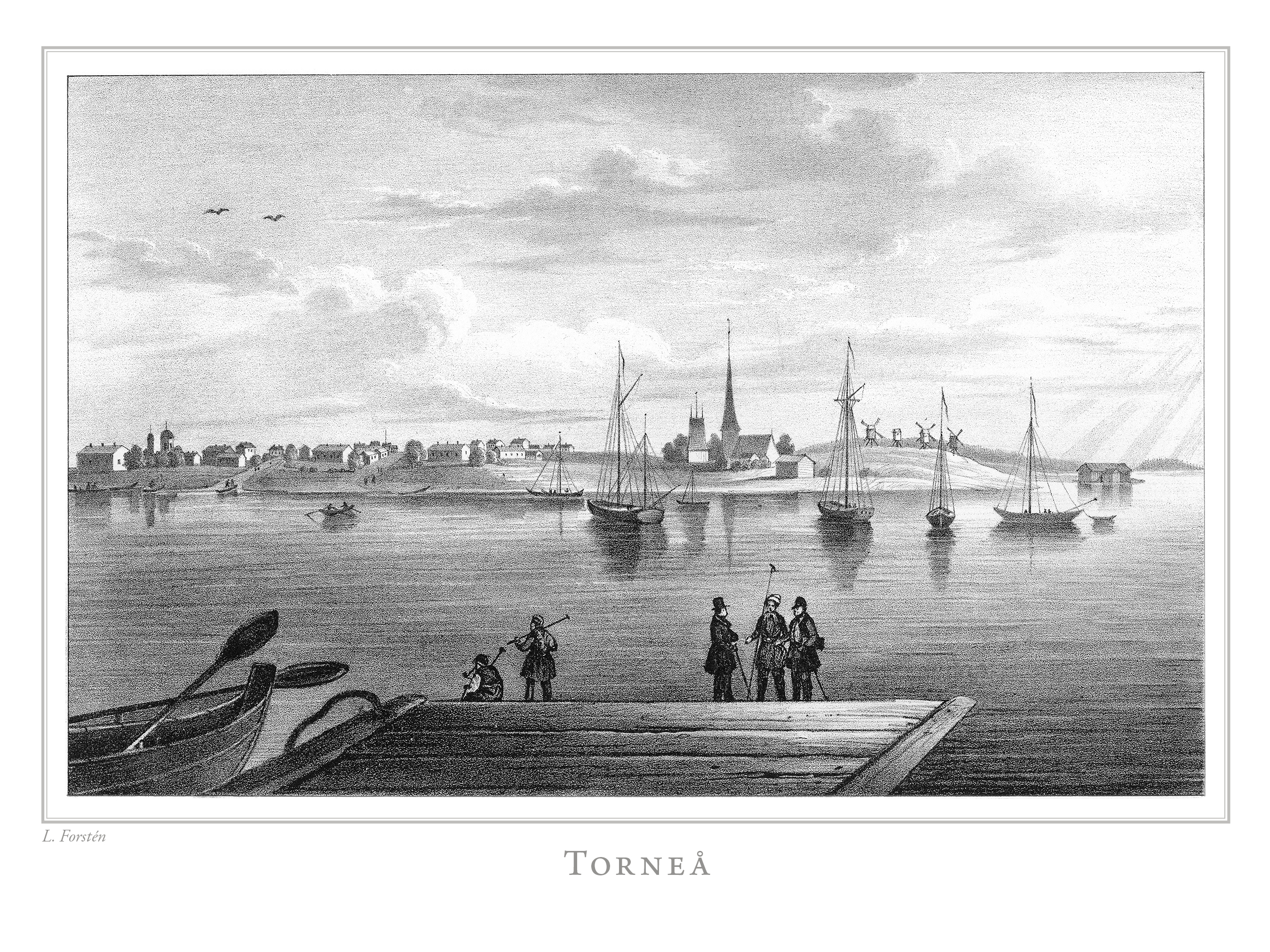
Litografi i Finland framstäldt i teckningar utgiven 1845-1852.

Nuvarande Torneås historia började med att Svensarö i Torne älvs mynning började bebyggas. Planer på att anlägga en stad längst upp i Bottenviken hade redan Johan III som 1585 gav uppdrag åt Gerhard Eimer att utföra stadsplaner. Av dessa blev ingenting av. Nya stadsplaner gjordes 1604 av Mäster Daniel (förmodligen Daniel Brandt i Uleåborg), men inte heller detta ledde till några resultat. Gustav II Adolf lät så Olof Bure planera ett antal städer i Norrland och Finland 1620. Torneå fick sina stadsrättigheter på kungliga order den 12 maj 1621.
Henrik Lilius har skrivit om Bures arbete i Finland, att Bure utgick från terrängen och gjorde sedan planerna, tvärt emot hur andra stadsplanerare arbetade. Nuvarande gatunät härrör från Bures stadsplan. Huvudgatan löper parallellt med stranden, och torget är placerat i dess mitt där gatan är kurvad. Kvarteren längs huvudgatan är tämligen rätvinkliga. Stadsbilden har inte utgått från kyrkans läge, som är lite avskuret från stadskärnan. Nicodemus Tessin d.ä. gjorde om stadens yttre avgränsning 1646, vilket Erik Niure fullföljde 1648 genom att anlägga ett nytt staket.
Ryssarna brände ner Torneå under början av 1700-talet. Lantmätare Hans Kruse fick därefter, 1718, i uppdrag att förflytta staden något söderut. Kruse bevarade den gamla stadsbilden, och staden förstorades genom att huvudgatan gjordes längre. Till Kruses verk hör att bredda huvudgatan, och anläggandet av en till huvudgata. Han gjorde också de gamla gatorna något rakare.
Torneå församling lydde under Nedertorneå församling fram till 1896, då Torneå blev eget pastorat.
1 januari 1957 överfördes ett område med 1 140 personer till Torneå stad från Nedertorneå kommun.

## Geografi
Oxö (fi. Uksei) och Sellö (fi. Sellee)  är öar och Karungi (fi. Karunki) och Nedertorneå (fi. Alatornio) är bygder i staden.

### Tätorter
Vid Statistikcentralens tätortavgränsning den 31 december 2021 låg sex tätorter helt eller delvis inom Torneå stads område och tätortsgraden i kommunen var 87,7 %.
| Nr | Tätort                      | Folkmängd |
| -- | --------------------------- | --------- |
| 1  | Torneå centraltätort        | 16 508    |
| 2  | Kemi centraltätort (del av) | 831       |
| 3  | Karunki                     | 490       |
| 4  | Arpela                      | 263       |
| 5  | Puuluoto                    | 249       |
| 6  | Liakka                      | 205       |

## Kommunikationer
Torneås ena järnvägsstation finns på fastlandet och utgör slutpunkten för det normalspåriga järnvägsnätet från Sverige. Förbindelsen med Sverige (på Torneå–Haparanda-banan) består av en fyrskenig järnvägsbro, där två skenor utgör normalspår och två skenor utgör bredspår. Persontrafiken är dock nedlagd. Vid den andra järnvägsstationen, Torneå östra (fi. Tornio itäinen), stannar nattågen Kolari-Helsingfors (se vidare Kolaribanan). Den centralt belägna stationen passeras inte av dessa tåg; om den gjorde det skulle byte av körriktning krävas för den vidare färden.
Kemi-Tornio flygplats ligger 21 km från centrala Torneå och har för närvarande (2016) endast förbindelser till Helsingfors. Det har många gånger diskuterats om en direktförbindelse till Stockholm, inte minst för att flygplatsen är nära Haparanda (som har en av Sveriges längsta restider från kommunhuvudort till Stockholm), men det har hittills inte blivit av.
Europaväg 4 utgår från Torneå, och E8 löper genom staden.

## Politik

### Mandatfördelning i Torneå, valen 1964–2021
Statistik över kommunalval i Finland finns tillgänglig i statistikcentralens publikationer för enskilda kommuner från valet 1964 och framåt. Publikationen över kommunalvalet 1968 var den första som redovisade komplett partitillhörighet.
| 6 | 6 | 11 |

| 6 | 6 | 4 | 3 | 4 |

| 8 |  | 6 |  | 15 |  | 3 |

| 12 | 6 | 20 |  | 4 |

| 10 | 7 | 22 |  | 3 |

| 4 | 8 | 4 | 23 | 4 |

| 5 | 3 | 7 | 24 | 4 |

| 8 | 9 |  | 21 |  | 3 |

| 7 | 8 | 24 | 4 |

| 6 | 8 | 25 | 4 |

| 7 | 7 |  | 25 | 3 |

| 31 | 12 |

| 8 | 5 | 2 | 4 |  | 18 | 5 |

| 27 | 16 |

| 8 | 5 |  | 2 | 4 | 19 | 4 |

| 29 | 14 |

| 7 | 6 |  |  | 3 | 22 | 3 |

| 28 | 15 |

| 5 | 5 | 8 | 20 |  | 4 |

| 27 | 16 |

### Valresultat i kommunalvalet 2017
| Parti                 | Parti                                           | Röstfördelning | Röstfördelning | Röstfördelning | Röstfördelning | Mandatfördelning | Mandatfördelning |
| Parti                 | Parti                                           | Antal          | Andel %        | Antal +−       | Andel % +−     | Antal            | +−               |
| --------------------- | ----------------------------------------------- | -------------- | -------------- | -------------- | -------------- | ---------------- | ---------------- |
|                       | Centern i Finland                               | 4 714          | 47,4           | +336           | +5,5           | 22               | +3               |
|                       | Vänsterförbundet                                | 1 663          | 16,7           | -140           | -0,6           | 7                | -1               |
|                       | Finlands Socialdemokratiska Parti               | 1 490          | 15,0           | +372           | +4,3           | 6                | +1               |
|                       | Samlingspartiet                                 | 848            | 8,5            | -149           | -1,0           | 3                | -1               |
|                       | Sannfinländarna                                 | 526            | 5,3            | -535           | -4,9           | 3                | -1               |
|                       | Gröna förbundet                                 | 266            | 2,7            | -161           | -1,4           | 1                | 0                |
|                       | Tornio meidän kunta                             | 232            | 2,3            | Ny             | Ny             | 1                | Ny               |
|                       | Kristdemokraterna i Finland                     | 150            | 1,5            | +82            | +0,9           | 0                | 0                |
|                       | Finlands kommunistiska parti                    | 36             | 0,4            | +18            | +0,2           | 0                | 0                |
|                       | Piratpartiet                                    | 10             | 0,1            | Ny             | Ny             | 0                | 0                |
|                       | Pro Tornio - kuntalaisen parhaaksi yhteislista* | 0              | 0,0            | -557           | -5,3           | 0                | -2               |
| Giltiga röster totalt | Giltiga röster totalt                           | 9 935          | 100,00         | —              | —              | 43               | —                |
| Ogiltiga röster       | Ogiltiga röster                                 | 73             | 0,7            | —              | —              |                  |                  |
| Valdeltagande         | Valdeltagande                                   | 794            | 58,0           | —              | -2,1           |                  |                  |
| Röstberättigade       | Röstberättigade                                 | 17 256         | —              | —              | —              |                  |                  |

Källa:
Partier eller valmansföreningar med en asterisk (*) ställde inte upp med kandidater i valet.
I valet ställde Sannfinländarna och Kristdemokraterna upp i ett valförbund.

## Demografi

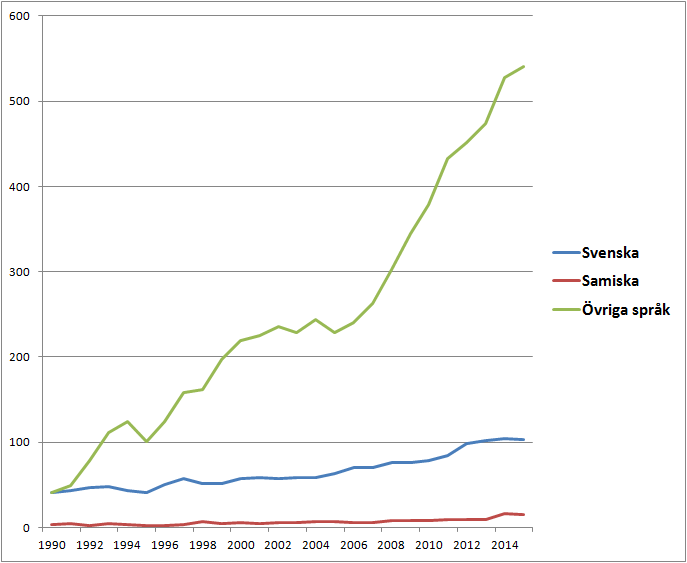
Utveckling av antalet modersmålstalare av svenska, samiska och övriga minoritetsspråk i Torneå kommun, 1990-2015. Under perioden ökade antalet svensktalande från 41 till 103 personer. De samisktalande ökade från 4 till 15 personer talare av samtliga övriga minoritetsspråk ökade från 41 till 540 personer. Källa: Statistikcentralen

Medelåldern i kommunen år 2020 var 43,6 år (varav 42,5 år för män och 44,8 år för kvinnor).

### Åldersfördelning
Åldersfördelningen i Torneå stad enligt siffror från Statistikcentralten avseende förhållandena den 31 december 2019:
| Ålder            | Antal | Andel   |
| ---------------- | ----- | ------- |
| 31 december 2020 |       |         |
| 0–14 år          | 3 619 | 16,86 % |
| 15–24 år         | 2 365 | 11,02 % |
| 25–54 år         | 7 339 | 34,19 % |
| 55–64 år         | 2 939 | 13,69 % |
| 65+ år           | 5 205 | 24,25 % |

### Befolkningsutveckling
| Befolkningsutvecklingen i Torneå stad 1880–2020 | Befolkningsutvecklingen i Torneå stad 1880–2020 | Befolkningsutvecklingen i Torneå stad 1880–2020 | Befolkningsutvecklingen i Torneå stad 1880–2020 | Befolkningsutvecklingen i Torneå stad 1880–2020 |
| --- | ----------------------------------------------- | ----------------------------------------------- | ----------------------------------------------- | ----------------------------------------------- |
| |                                                 |                                                 |                                                 |                                                 |
| År |                                                 |                                                 | Folkmängd                                       |                                                 |
| 1880 | 1880                                            |                                                 | 968                                             |                                                 |
| 1890 | 1890                                            |                                                 | 1 250                                           |                                                 |
| 1900 | 1900                                            |                                                 | 1 523                                           |                                                 |
| 1910 | 1910                                            |                                                 | 1 310                                           |                                                 |
| 1920 | 1920                                            |                                                 | 1 782                                           |                                                 |
| 1930 | 1930                                            |                                                 | 1 628                                           |                                                 |
| 1940 | 1940                                            |                                                 | 2 065                                           |                                                 |
| 1950 | 1950                                            |                                                 | 3 282                                           |                                                 |
| 1960 | 1960                                            |                                                 | 5 529                                           |                                                 |
| 1970 | 1970                                            |                                                 | 7 224                                           |                                                 |
| 1975 | 1975                                            |                                                 | 20 273                                          |                                                 |
| 1980 | 1980                                            |                                                 | 21 076                                          |                                                 |
| 1985 | 1985                                            |                                                 | 22 328                                          |                                                 |
| 1990 | 1990                                            |                                                 | 22 879                                          |                                                 |
| 1995 | 1995                                            |                                                 | 23 156                                          |                                                 |
| 2000 | 2000                                            |                                                 | 22 617                                          |                                                 |
| 2005 | 2005                                            |                                                 | 22 297                                          |                                                 |
| 2010 | 2010                                            |                                                 | 22 513                                          |                                                 |
| 2015 | 2015                                            |                                                 | 22 199                                          |                                                 |
| 2020 | 2020                                            |                                                 | 21 467                                          |                                                 |
| Anm: Kommunerna Nedertorneå och Karunki inkorporerades 1 januari 1973. För tidsserien 1975-2015 avser uppgifterna förhållandena den 31 december nämnda år enligt områdesindelningen den 1 januari 2022. |                                                 |                                                 |                                                 |                                                 |

### Språk
Befolkningen efter språk (modersmål) den 31 december 2021. Finska, svenska och samiska räknas som inhemska språk då de har officiell status i landet. Resten av språken räknas som främmande. För språk med färre än 10 talare är siffran dold av Statistikcentralen på grund av sekretesskäl. Språk med färre än 30 talare har summerats ihop för att minska tabellens storlek.
| Språk                                       | Talare 2021-12-31 | Talare 2021-12-31 |
| Språk                                       | Antal             | Andel (%)         |
| ------------------------------------------- | ----------------- | ----------------- |
| Hela befolkningen                           | 21 333            | 100,0             |
| Finska                                      | 20 617            | 96,6              |
| Svenska                                     | 118               | 0,6               |
| Samiska                                     | 12                | 0,1               |
| Främmande språk totalt                      | 585               | 2,7               |
| Arabiska                                    | 122               | 0,6               |
| Ryska                                       | 105               | 0,5               |
| Thailändska                                 | 60                | 0,3               |
| Estniska                                    | 34                | 0,2               |
| Persiska                                    | 33                | 0,2               |
| Språk med fler än 10 men färre än 30 talare | 130               | 0,6               |
| Språk med färre än 10 talare                | 102               | 0,5               |

Trakten kring Torneå är ursprungligen finskspråkig (den tidigare språkgränsen mellan svenska och finska går en bra bit in i Sverige). Torneå stad kom emellertid under senare hälften av 1700-talet att genomgå en kraftig försvenskning, främst beroende på de intensiva handelsförbindelserna med Stockholm; hantverkarna och borgarna var vid denna tid svenskspråkiga och Torneå blev en språkö, även om det så kallade småfolket fortsatt var finskspråkigt. Senare kom finskan gradvis att ta över på nytt som prestigespråk och svenskan trängdes ut fullständigt. Idag är staden enspråkigt finsk. Av 22 297 invånare år 2005 var endast 64 (0,3 %) svenskspråkiga. Torneå stads finska parallellnamn Tornio är en förfinskad form av dess svenska ortnamn, och kan härledas från älvens namn, samtidigt som den svenska grannstaden Haparanda har ett ursprungligen finskt namn. Stadens svenska namnform är officiell, och skall alltid användas i svensk text. Även om Torneåborna har finska som modersmål är kunskaperna i svenska som andraspråk goda i och med den geografiska närheten till Sverige.

## Bildgalleri

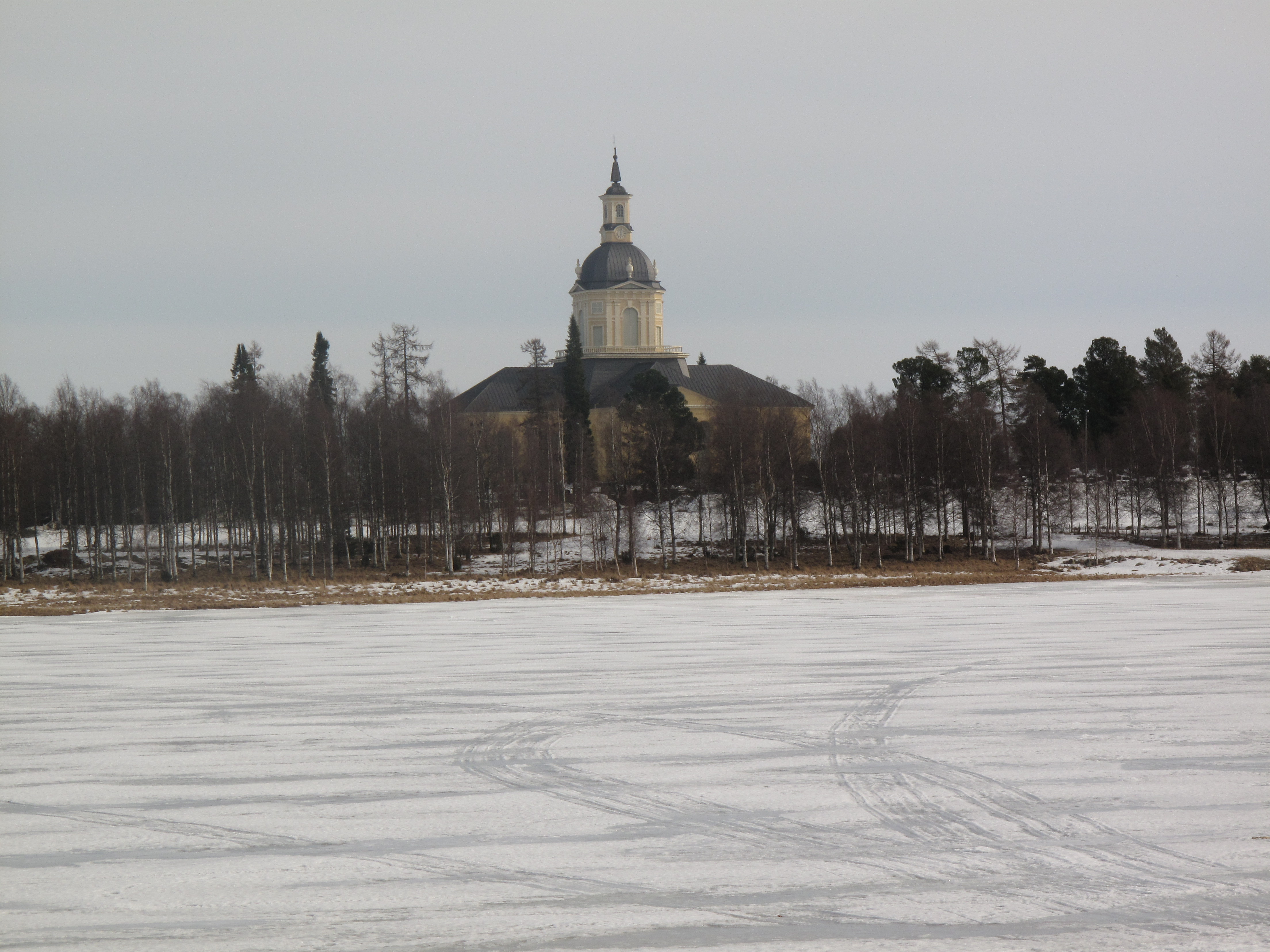
Nedertorneå kyrka
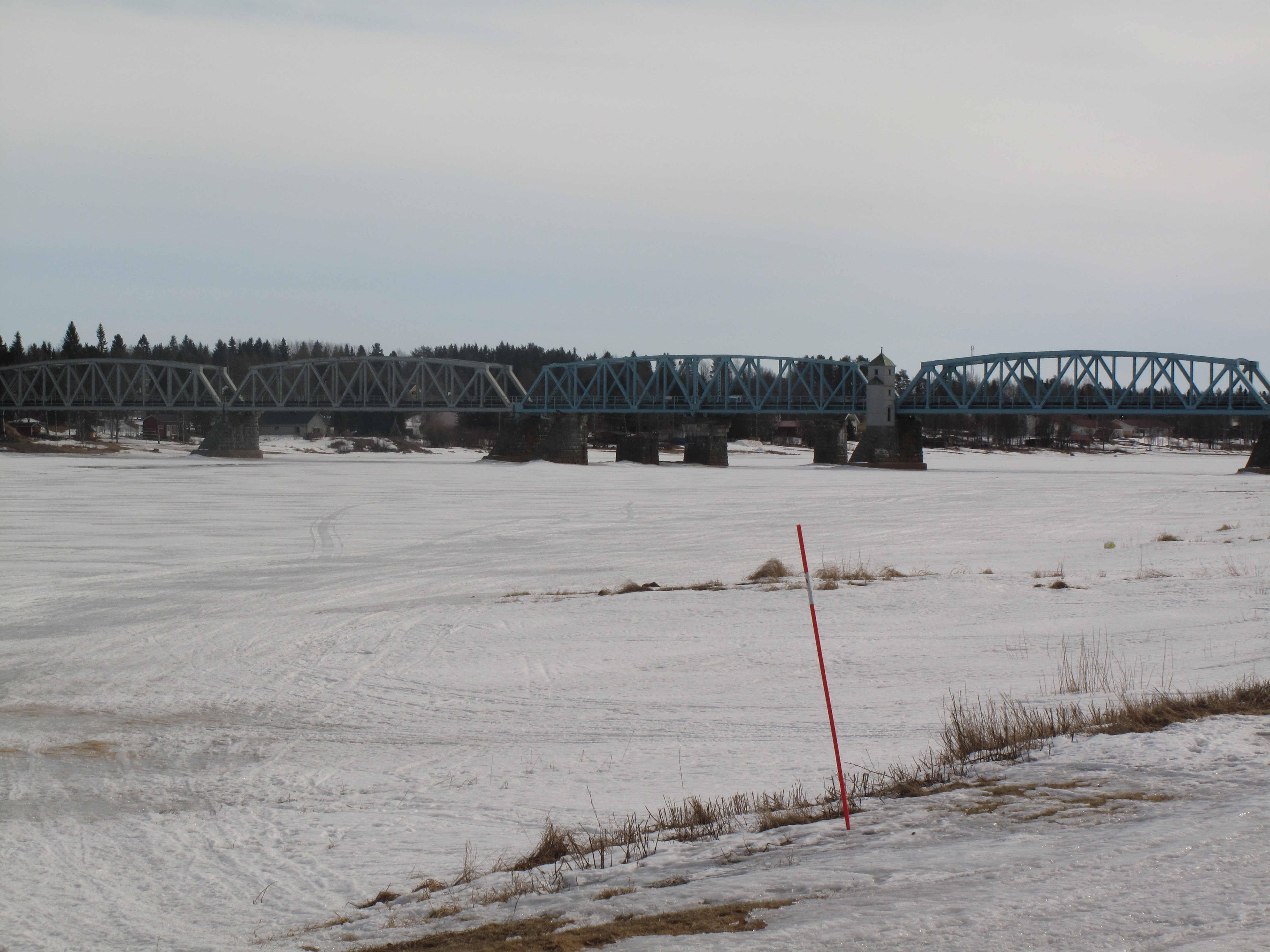
Järnvägsbron mellan Haparanda och Torneå
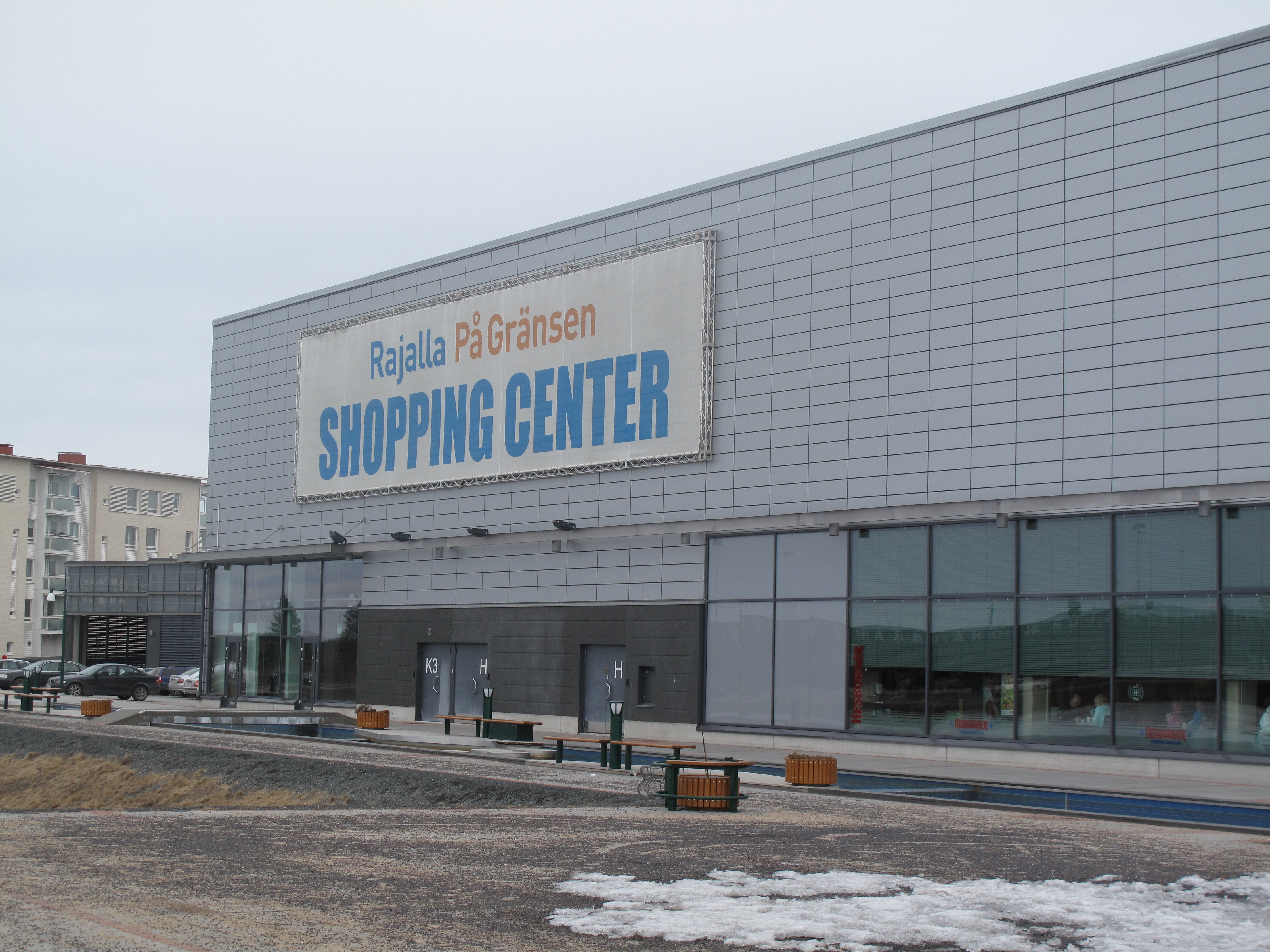
Köpcentrat Rajalla som ligger vid gränsen mellan Finland och Sverige
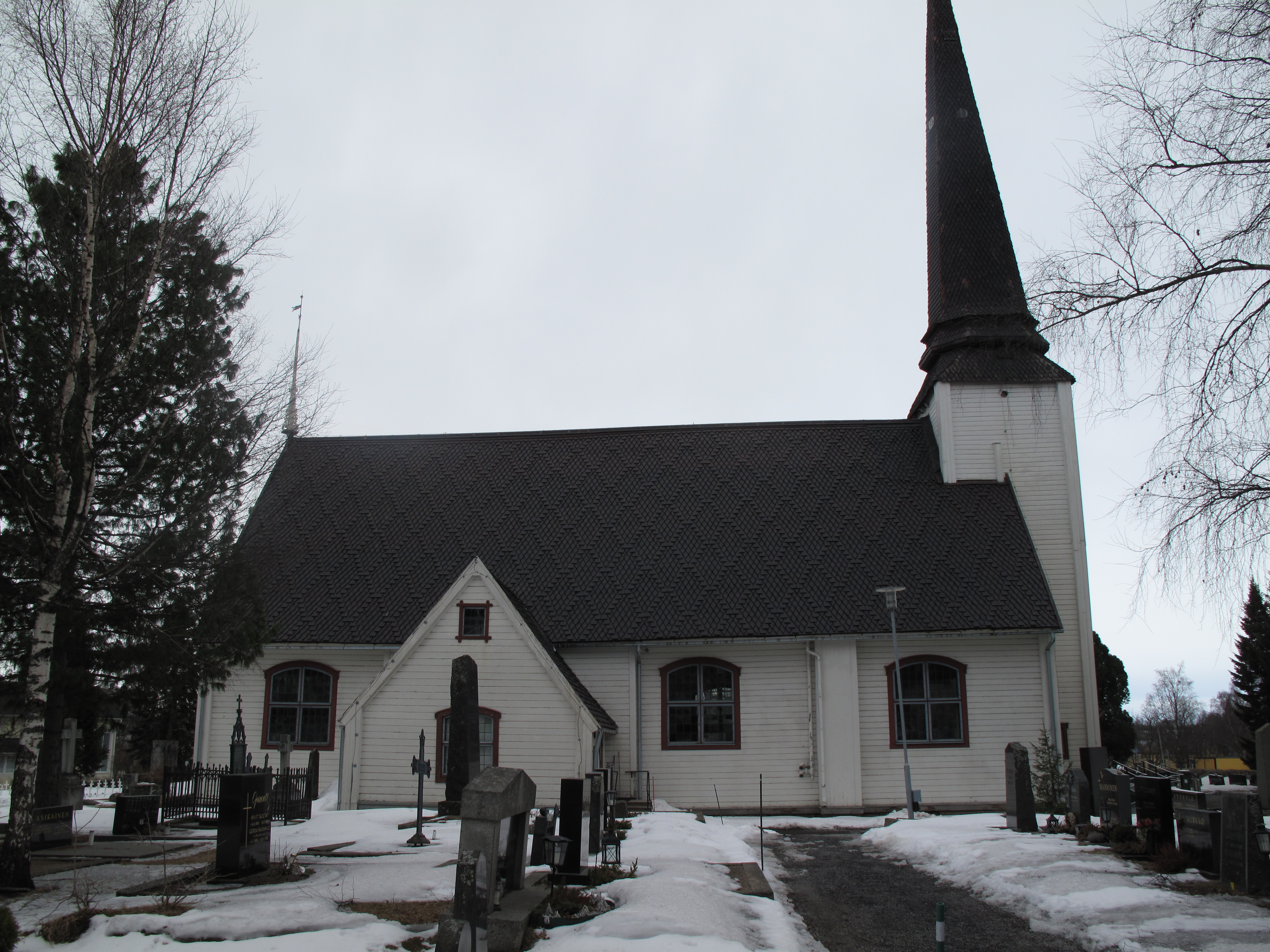
Torneå kyrka
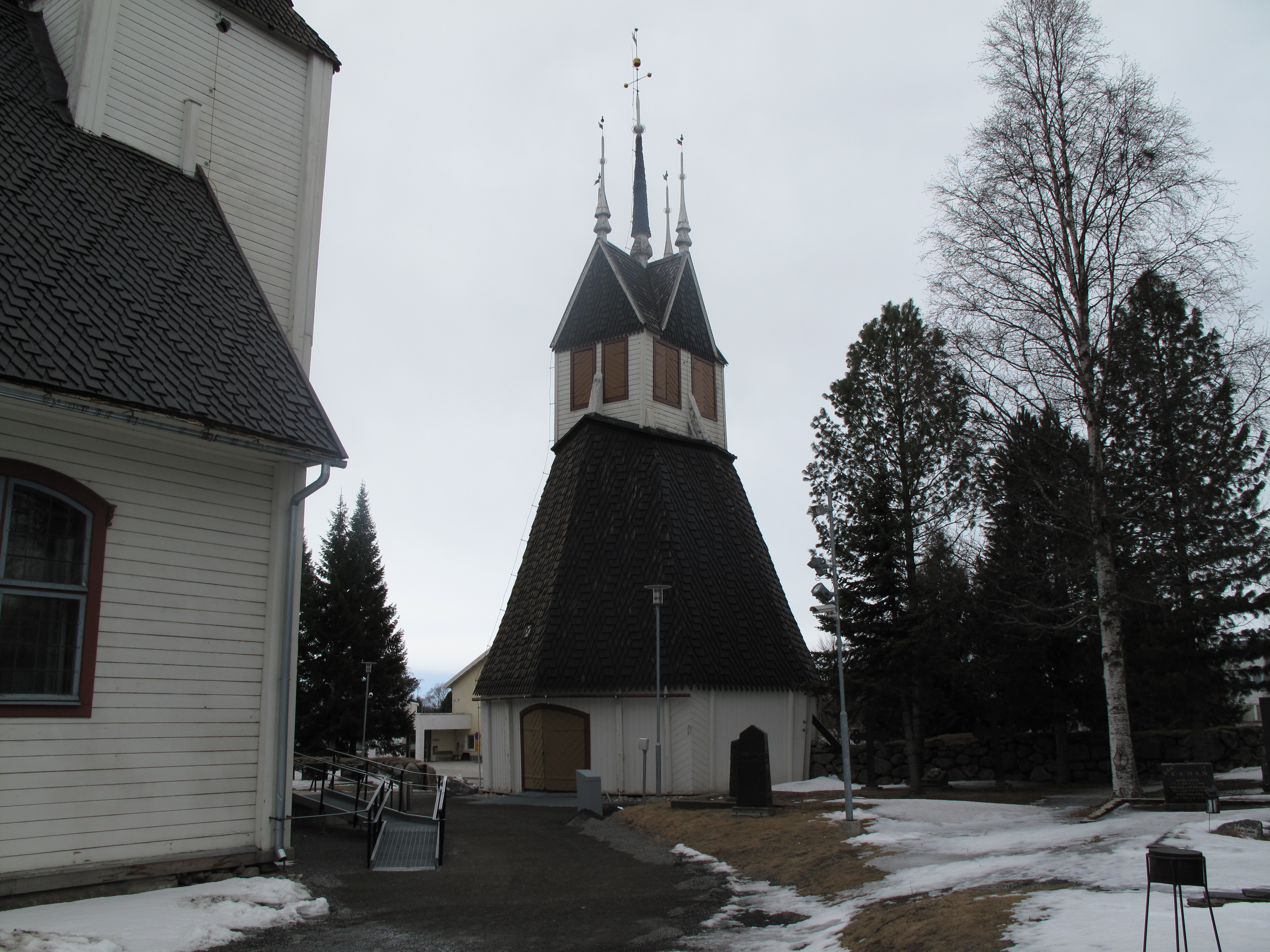
Torneå kyrka
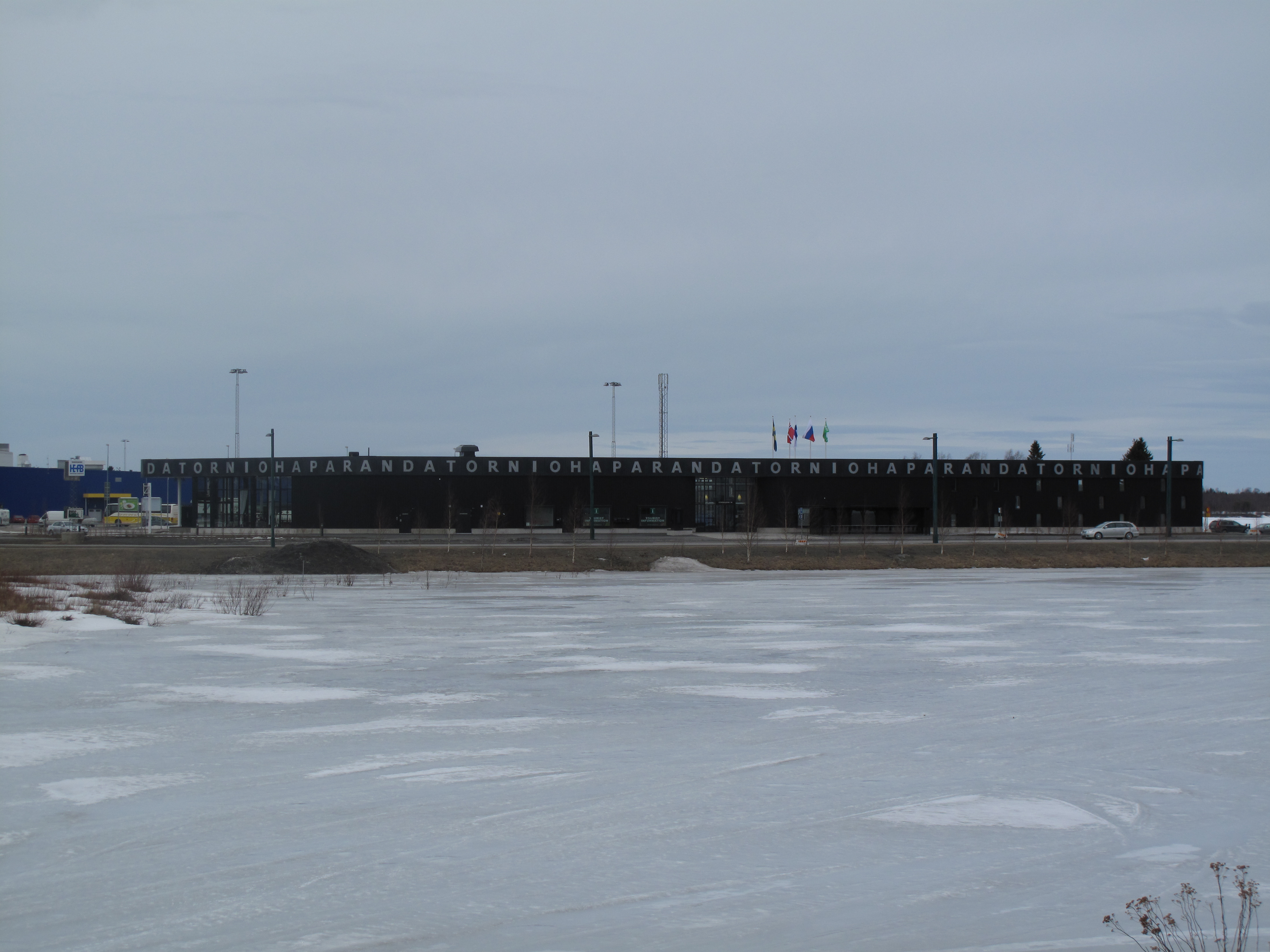
Gemensamma bussterminalen för Torneå och Haparanda
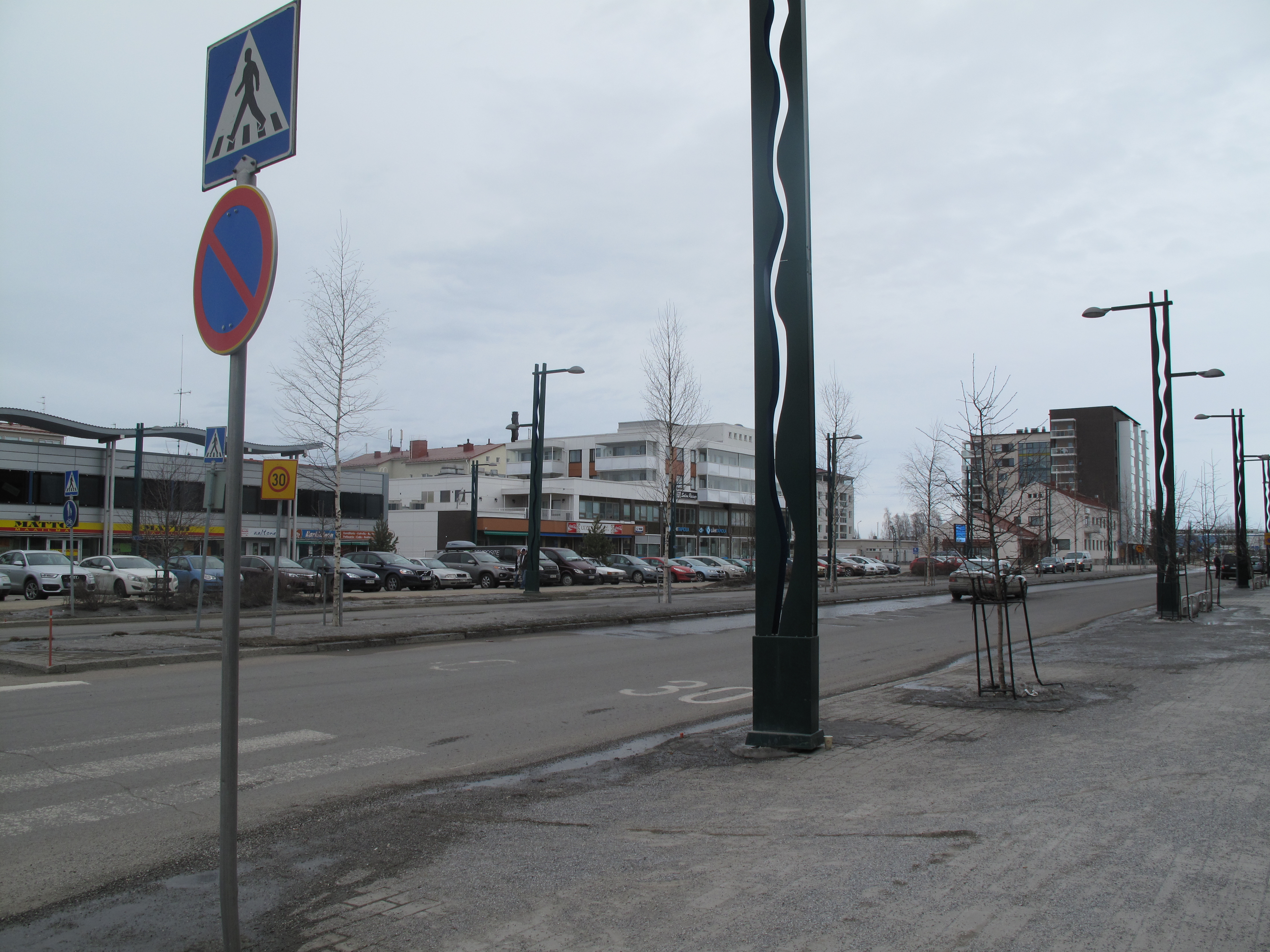
Torneå centrum
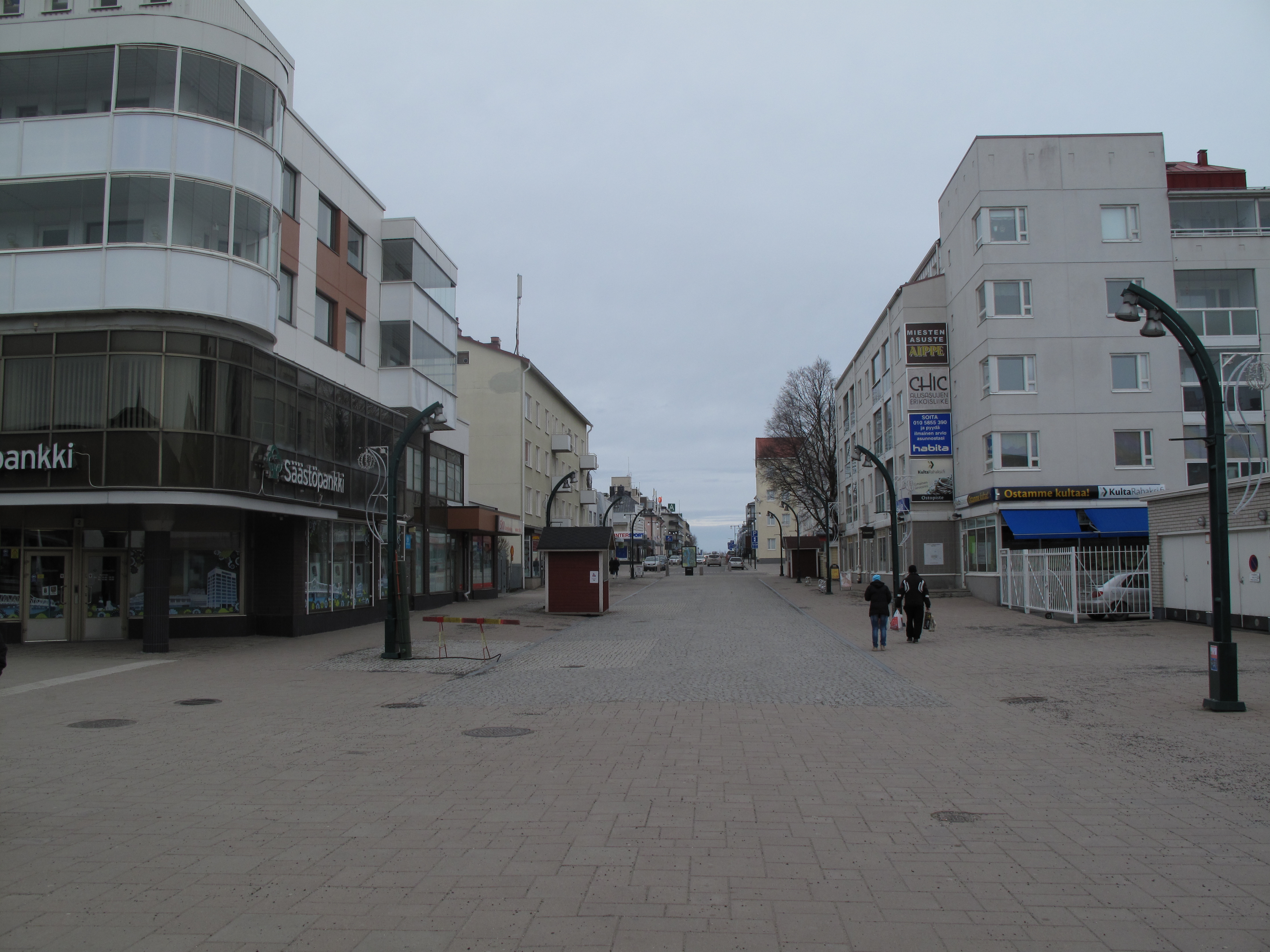
Huvudgatan i Torneå centrum
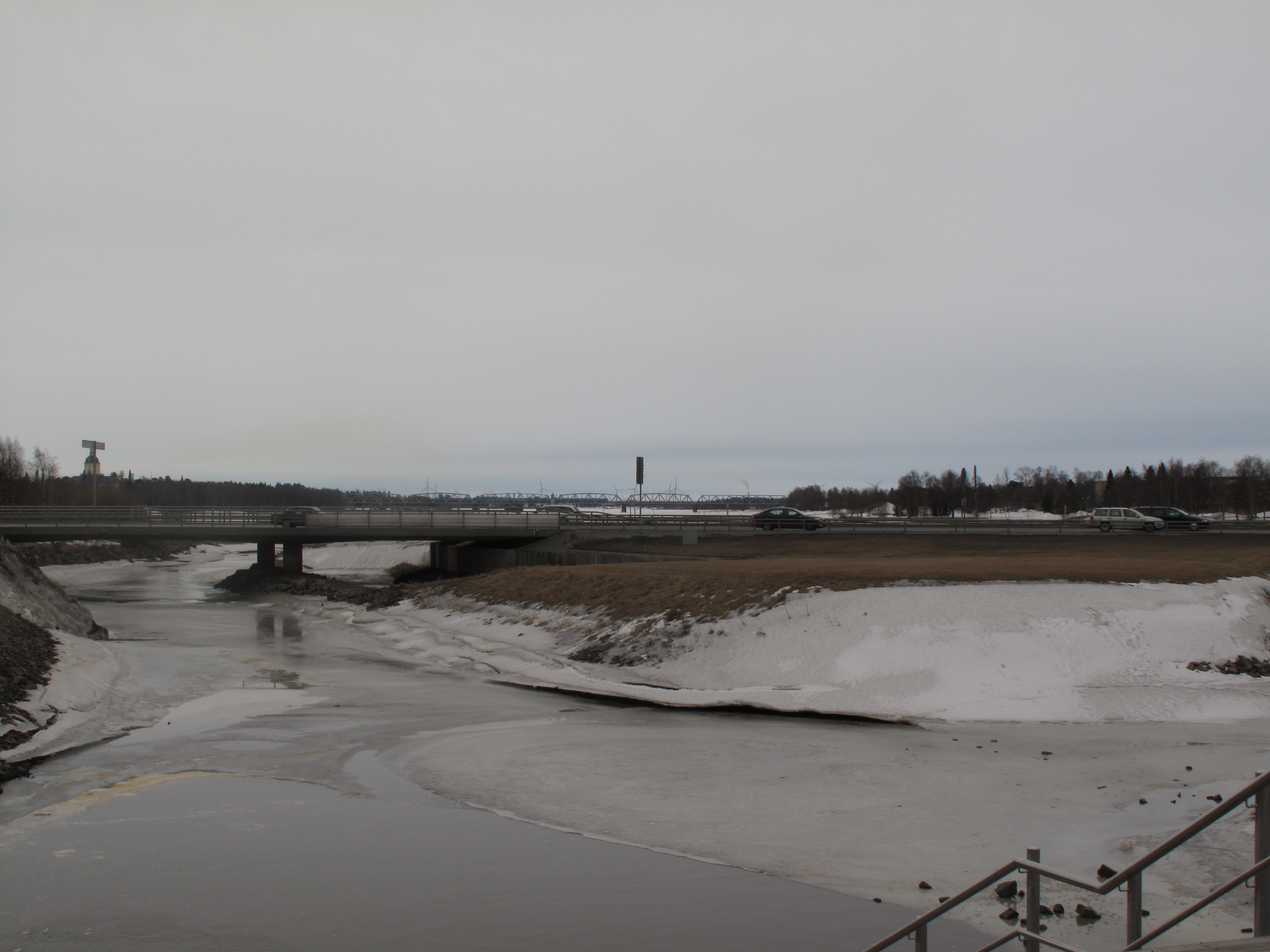
Gränsen mellan Finland och Sverige

### Webbkällor
- Torneå stads webbplats (svenska) (finska) Läst 4 januari 2013.